# Tino Meier
Tino Meier (* 3. Juli 1987 in Cottbus) ist ein deutscher Radrennfahrer.
Tino Meier gewann in der Juniorenklasse 2005 eine Etappe bei der Münsterland Tour und er wurde Dritter bei der Deutschen Meisterschaft im Straßenrennen. Seit 2008 fährt er für das LKT Team Brandenburg. In seinem ersten Jahr dort gewann er das Eintagesrennen Berlin–Bad Freienwalde–Berlin. In der Saison 2010 gewann Meier den Grand Prix Buchholz und er war bei einer Etappe der Tour of Serbia erfolgreich.

## Erfolge
2010
- eine Etappe Tour of Serbia

## Teams
- 2008 LKT Team Brandenburg
- 2009 LKT Team Brandenburg
- 2010 LKT Team Brandenburg
- 2011 LKT Team Brandenburg